# Islamism

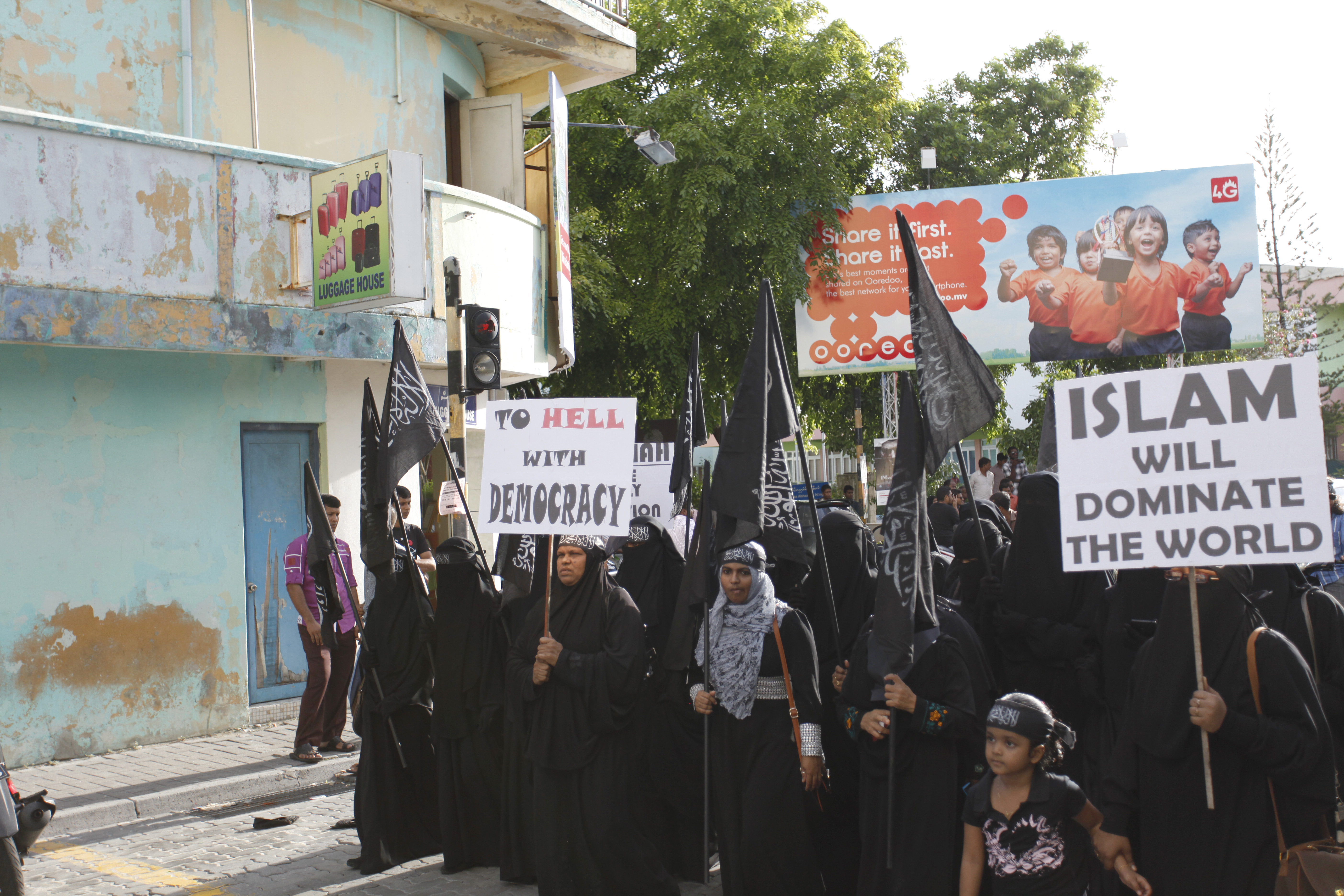
Muslimska demonstranter med islamistiska slagord i Maldiverna i september 2014.

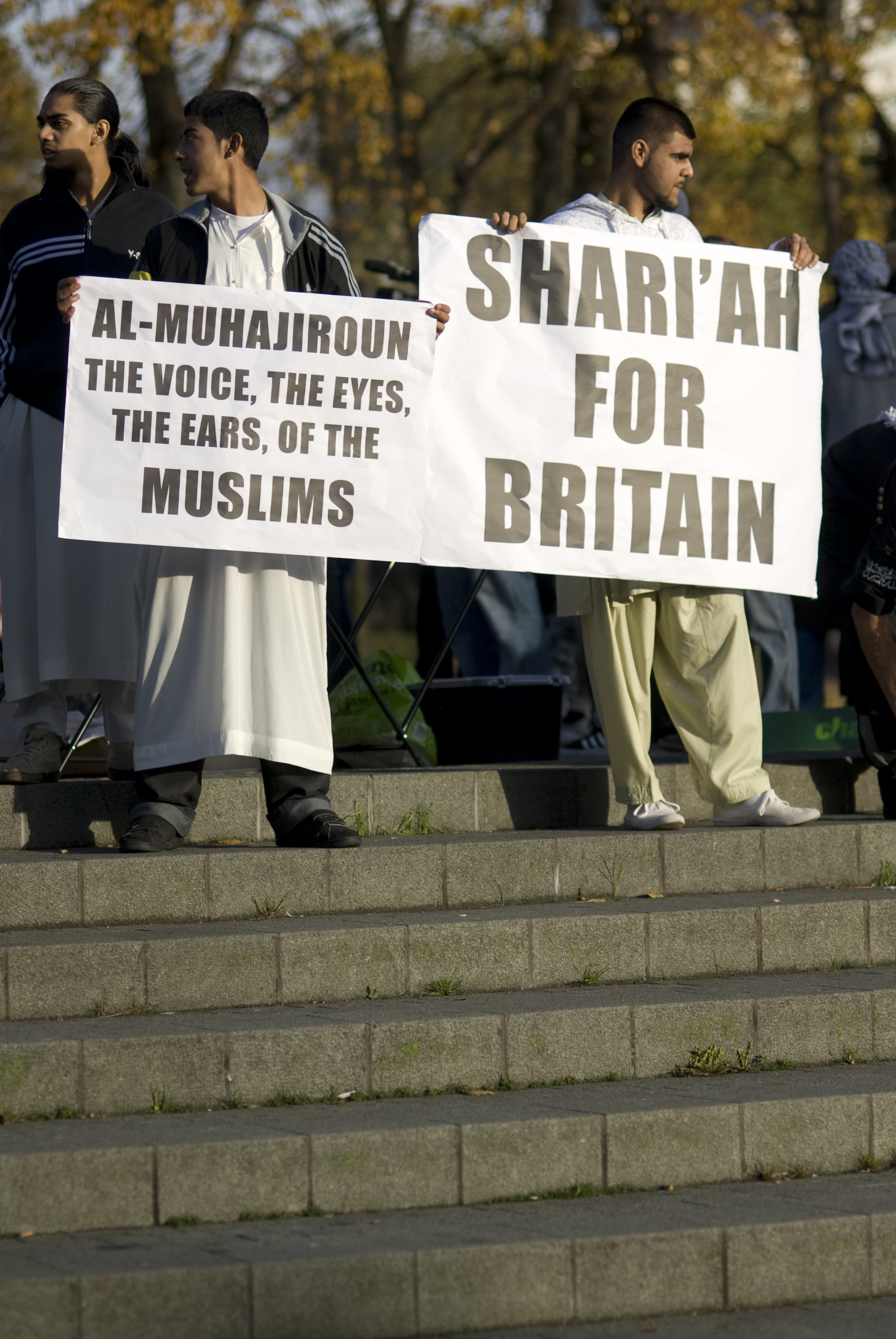
Demonstration för införande av sharia-lagar i Storbritannien i oktober 2009.

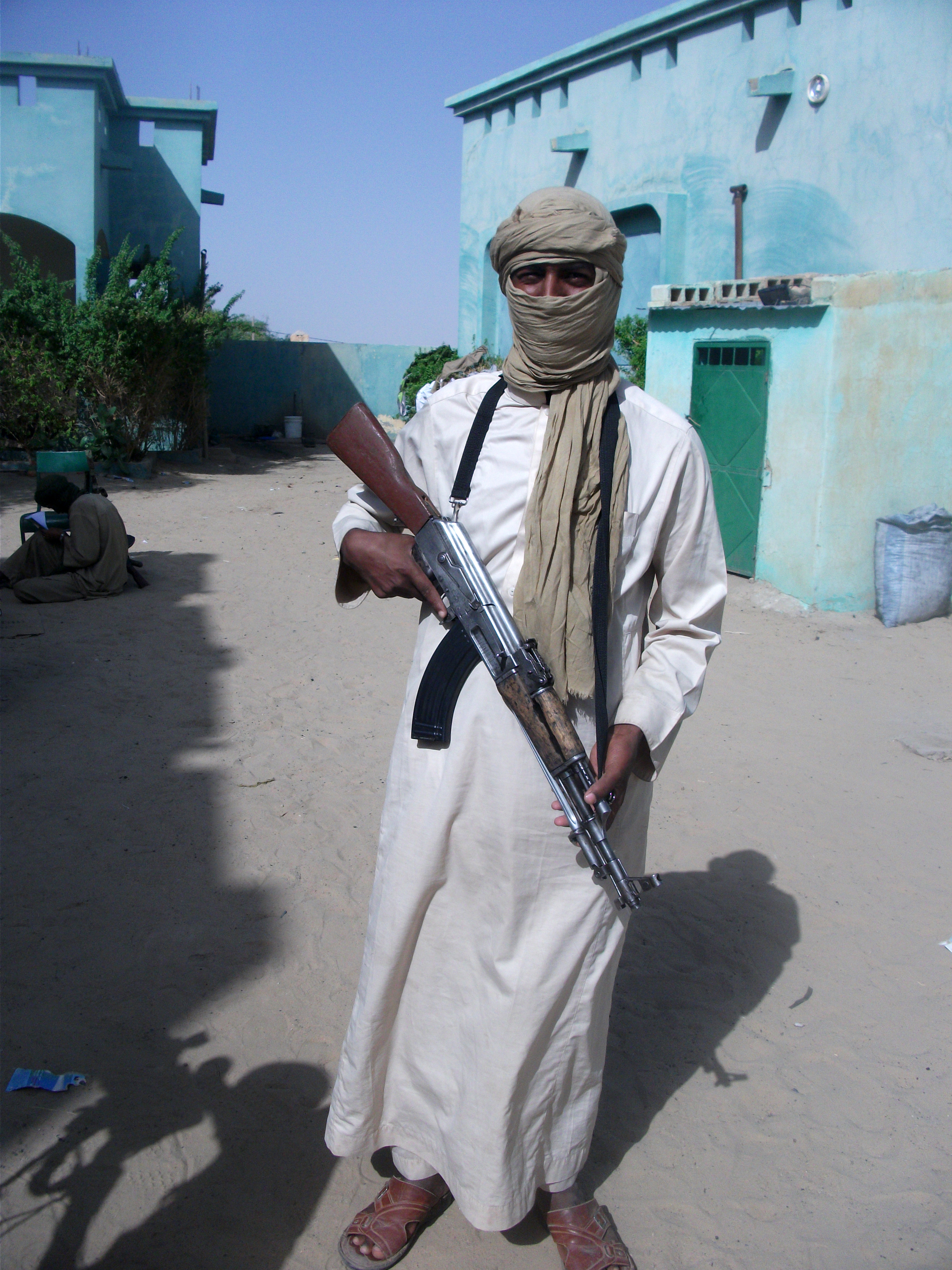
Al-Qaida-soldat i Afrika, december 2012.

Islamism, även islamisk fundamentalism eller politisk islam, är ett paraplybegrepp för politiska rörelser och ideologier som eftersträvar en islamisering av samhället. Inom den islamistiska rörelsen finns såväl moderata demokratiska partier som extremistiska militanta grupper. De som anses vara islamister använder som regel dock inte begreppet om sig själva eller andra som delar deras uppfattningar. 
De tre ideologer som brukar räknas som islamismens föregångare är Jamal al-din al-Afghani, Rashid Rida och Muhammed Abduh. Islamismen fick stor spridning under 1900-talet, som en motreaktion mot västerländsk globalisering och västerländskt kulturellt och demokratiskt inflytande, samtidigt som globaliseringen bidragit till att stärka islamismen och arabisk nationalism. År 2014 var islamistgrupper en part i de flesta pågående inbördeskrig och konflikter i världen.

## Termen och begreppet
Under början av 1900-talet uppstod i västvärlden en kritik mot bokstavstrogna kristna, vilka i USA fick benämningen fundamentalister. Ordet började sedan användas om andra religiösa grupper, vilka ville integrera den moderna statens politik, juridik och offentliga förvaltning med religionen. Tämligen omedelbart uppstod debatter om ordets legitimitet, i synnerhet i Frankrike, som har många muslimska intellektuella. Som kompromiss myntade då Le Monde termen "islamist" för de muslimer som strävade efter ett sådant religiöst samhälle. Ordet kom att uppfattas som värdeneutralt av alla läger, och spred sig till de flesta språk, även arabiska (islâmîyûn).
Islamism och islam uppfattas sålunda som två olika begrepp, fastän islamister menar att det i förlängningen är samma sak. Islamister kallar sig själva ofta usûlîyûn, en term som är en direkt översättning av "fundamentalister" (usul = grunder, fundament).
Islamism är en ideologi som förespråkar att islamska normer, så som de uttrycks i Koranen och haditherna, ska bestämma samhällets lagar och styra individers liv. Avvikelser från islamska normer kan och bör bestraffas, ibland med fysisk misshandel eller döden. Islamismen står i strid med grundläggande västerländska demokratiska värden som sekularism och rätten till frihet, eftersom den utesluter handlingsval som inte påverkar en annan människas frihet om dessa står i strid med islamsk lära. Enligt islamister ska icke-muslimer rätta sig efter islamska tabun, men omvänt behöver, eller till och med bör inte muslimer ta hänsyn till ett sekulärt samhälles konventioner.
I rapporten "Våldsbejakande extremistisk islamism i Sverige" från 2010 beskrev Säpo att termen islamism "används i många fall för att göra åtskillnad mellan människor som bekänner sig till islam och anser sig vara muslimer respektive människor som är anhängare av ett synsätt där islam uppfattas som en hel samhällsordning och därmed innefattar politiska perspektiv. […] Bland personer och grupper som utger sig för att vara islamister finns de som accepterar och arbetar inom ramarna för existerande politiska system, parallellt med dem som tar helt avstånd från sekulära politiska system - och hela skaran däremellan. På motsvarande sätt finns bland islamister hela spännvidden från personer och grupper som helt tar avstånd från våld till dem som begår våldshandlingar för att uppnå sina syften". En skiljelinje går mellan de islamister som menar att staten ska islamiseras, och de som eftersträvar ett samhälle där islamiska värderingar ska råda, eller i alla fall få plats.

## Skillnaden mellan islamism och traditionellt islamiskt styre
Islamismen bör inte heller förväxlas med traditionellt islamiskt styrelseskick, där staten endast bestod av en handfull undersåtar till en sultan som skipade rättvisa på basis av 'urf eller lokal praxis, medan de rättslärda (ulama) dömde i sina egna instanser. Befogenheten att tillämpa den islamiska lagen (shari'a) vilade alltså inte på staten utan på den muslimska gemenskapen, det vill säga det civila samhället. Icke-muslimer dömdes dessutom i separata domstolar enligt sina egna religiösa bestämmelser.[källa behövs]
Islamismen kan därför delvis ses som en produkt av att den moderna staten gör anspråk på en mer övergripande social struktur än den traditionella med större kontroll av medborgarnas privata sfär. I sin politiska tolkning av islam betonar islamisterna ofta vikten av ijtihad, det vill säga möjligheten att självständigt tolka Koranen med hänsyn till den rådande situationen. Därför har de ofta vänt sig mot de traditionellt skriftlärda, liksom mot sufismen.[källa behövs]

## Islamismens ursprung
Stater som bygger på islamisk lagstiftning har funnits sedan religionen islam grundades, men begreppet islamism betecknar politiska rörelser som har uppstått under 1900-talet, och de första islamistiska rörelserna var en del av kampen för självständighet från dåtidens kolonialmakter och återskapandet av islamiska ummah, kalifatet. Framför allt två rörelser blev mycket inflytelserika under islamismens tidiga period - Jama'at-i-Islami (Islamiska partiet) som bildades 1941 i det brittiska Indien och Ikhwan al-Muslimun (Muslimska brödraskapet) som grundades 1928 i Egypten.  
Islam innehåller egna lagar och gör anspråk på en samhällsordning. Flera aspekter av globaliseringen ses som en utmaning mot den ordningen. Försvaret av den egna ordningen mot det yttre hot som delar av globaliseringen ses som, har bidragit till stärka islamistiska strömningar. De förbättrade möjligheter till masskommunikation som följt av globaliseringen har paradoxalt nog verkat för stärka islamismens antiglobalism.

## Islamistiska grupperingar
Den viktigaste islamistiska grupperingen är det ursprungligen egyptiska Muslimska brödraskapet. Andra betydelsefulla islamistiska organisationer var år 1994 Hamas, Hizbollah, Islamiska jihad, Hizb ut-Tahrir, Jama'at-i-Islami, Jaysh Muhammad, och Takfir wa Hijra. Al-Qaida är en militant islamistisk rörelse, liksom talibanerna som behärskade Afghanistan 1996-2001 och åter från 2021.
Gemensamt för islamistiska grupper är att de menar att islam är en objektiv sanning med ett lagsystem som är den enda samhällsordning som förmår upprätta ordningen.

### Islamiska revolutionen i Iran
I och med den iranska revolutionen 1979 tog islamister under ledning av Ayatollah Khomeini makten i Iran. Iranska islamister har spridit politisk shiism till Libanon, Irak och andra platser i Mellanöstern. Till de ledande iranska islamisterna hör Sadeq Khalkhali, Ali Khamenei och Hashemi Rafsanjani. Khalkhali var ledare för den iranska islamiströrelsen Fedayan-e eslam som begått flera mord på politiker och intellektuella i landet.

### Jamaat-e-Islami

#### Sayyid Abu'l-A'la Mawdudi
Jama'at-i-Islami grundades 1941 i Lahore av Sayyid Abu'l-A'la Mawdudi. Mawdudi var journalist och författare och hade sin bakgrund i den muslimska separatiskmrörelsen i brittiska Indien. Till skillnad från Mohammed Ali Jinnah, som senare skulle bli Pakistans landsfader, handlade Mawdudis vision inte om en sekulär självständig stat för Indiens muslimer, utan om ett islamiskt hemland som styrdes efter Koranens bud. I sin tolkning av islam betonade Mawdudi vikten av ijtihad; möjligheten att självständigt tolka Koranen, med hänsyn till den rådande situationen. Han vände sig mot de traditionellt skriftlärda. Mawdudi kallade det styrelseskick som han förespråkade för teodemokrati. Det innebar att den islamiska nationen skulle ledas av en emir, det vill säga, en from muslimsk man som skulle utses i allmänna val. Sedan den muslimska staten Pakistan skapats 1947 var Mawdudi mycket kritisk mot dess sekulära regim. Han dömdes flera gånger för statsfientlig verksamhet. General Zia-ul-Haq, som grep makten i Pakistan efter en militärkupp 1977, var dock en stor beundrare av Mawdudi, och från kuppen fram till sin död 1979 hade Mawdudi stort inflytande över politiken i Pakistan.   
Mawdudis mest inflytelserika verk är Towards Understanding Islam (arabiska: Risalah Diniyat).

### Muslimska brödraskapet

#### Hassan al-Banna
Hassan Al-Banna grundade Muslimska brödraskapet 1928 i Egypten. Al-Banna ansåg att islam var ett omfattande livssystem med Koranen som den enda acceptabla konstitutionen. Hans mål var att återskapa kalifatet och att sharia ska fungera som den enda lagstiftningen.

#### Sayyid Qutb
Sayyid Qutb var en av de viktigaste ideologerna i Muslimska brödraskapets tidiga historia. Hans tänkande har inspirerat såväl moderata islamister som radikala så kallade jihadister. De militanta grupperna kan motivera sin våldsideologi med hjälp av Qutbs senare skrifter, där han förespråkade att ett islamiskt avantgarde skulle "väcka de slumrande massorna" med våldsamma medel. De moderata islamisterna å andra sidan, är mer benägna att vända sig till Qutbs tidigare verk, där han fokuserar på social rättvisa och jämlikhet. Qutbs tänkande radikaliserades i takt med hans egna erfarenheter av den egyptiska statens repression. Han torterades svårt i egyptiskt fängelse, dömdes till döden och avrättades slutligen 1966. I boken Social rättvisa i islam skriver Qutb att social rättvisa är en grundläggande princip för islam. Han tolkar islams tanke om alla människors enhet som ett krav på jämlikhet, och zakat (allmosor) som ett argument för en välfärdsstat.    
Qutb vände sig i sina senare skrifter mot Koranens lära om det rättfärdiga kriget som uteslutande ett försvarskrig. Qutb hävdade att syftet med jihad är att förverkliga en rättvis samhällsordning och frihet för alla människor, och för det krävs enligt honom ett offensivt jihad.

#### Yusuf al-Qaradawi
Yusuf al-Qaradawi är den nuvarande andliga ledaren för Muslimska brödraskapet och har ett stort inflytande på rörelsens ideologiska och politiska strategier i väst. Han är också ordförande för European Council for Fatwa and Research.

## Islamism i Sverige
Enligt Sameh Egyptson, som 2023 disputerade i ämnet, är svenska Islamiska förbundet, som bland annat driver en moské på Södermalm i Stockholm och har mottagit stora summor i statsbidrag, den nationella organisationen för Muslimska brödraskapets internationella nätverk i Sverige. Egyptson menar att Muslimska brödraskapet utgör ett hot mot demokratin. Islamiska förbundet har förnekat den koppling som Egyptson belagt i sin forskning.
År 2011 etablerades Det islamiska befrielsepartiet i Sverige, även känt som Hizb ut-Tahrir. Det är en internationell islamistisk organisation med uttalat mål att islamisera staten och avskaffa demokratin. Partiet har uppmanat muslimer att inte rösta i svenska allmänna val och är uttalat antisemitiskt.
Gävlemoskéns imam Abo Raad pekades 2015 ut som den militanta islamismens ledare i Sverige. Utpekandet skedde i en granskning som publicerades av Gefle Dagblad. Efter publiceringen bombhotades tidningen och dess chefredaktör hotades till livet av en person med koppling till Gävlemoskén.
Att islamistiska organisationer i Sverige erhåller statliga och kommunala bidrag beskrevs 2022 av myndigheter som ett stort problem. 2018 avslöjade Kvällsposten att den svenska grenen av den islamistiska organisationen Milli Görus erhållit bidrag från Malmö kommun. Studieförbundet Ibn Rushd har återkommande påståtts ha kopplingar till islamism. Göteborgs stad återkrävde 2020 bidrag till Ibn Rushd efter att det visat sig att organisationen samarbetat med Bellevuemoskén som bland annat kritiserats för att ha bjudit in den somaliska terrorrörelsen Al-Shababs andliga ledare. Ibn Rushd har även samarbetat med och finansierat den svenska grenen av den islamistiska organisationen Milli Görus. Ibn Rushd har tillbakavisat anklagelserna.
I en rapport författad på uppdrag av Myndigheten för samhällsskydd och beredskap (MSB) år 2017 skriver Magnus Norell att islamister i Sverige håller på att bygga upp en parallell samhällsmodell som konkurrerar om svenska medborgares värdegrund. Han drar slutsatsen att Muslimska brödraskapets aktivister i Sverige utgör en långsiktig utmaning för landets sociala sammanhållning.
Enligt Säpos bedömning fanns det 2019 tvåtusen våldsbejakande salafister i Sverige som är beredda att använda våld för att störta demokratin och införa sharia. Enligt Säpo (2021) och Center mot våldsbejakande extremism (CVE) (2022) utgjorde våldsbejakande islamism tillsammans med våldsbejakande högerextremism det främsta terrorhotet mot Sverige. CVE uppgav 2022 att våldsbejakande islamister var den största våldsbejakande miljön i Sverige sett till antalet anhängare.
I en rapport publicerad 2022 av Försvarshögskolan på uppdrag av MSB beskrivs salafism och salafistisk jihadism som krafter som motarbetar det svenska demokratiska styrelseskicket, utmanar demokratins idéer och grundvalar, och motverkar enskilda individers grundläggande fri- och rättigheter. De svenska salafistiska och salafist-jihadistiska miljöerna verkar genom "radikalisering och rekrytering inom digitala miljöer, begränsningar av andra individers mänskliga fri- och rättigheter, otillbörlig påverkan mot myndighets- och kommunanställda, isolering av barn och ungdomar genom utbildningsplattformar med kopplingar till salafism, samt både legitim- och illegitim finansiering av salafistiska miljöers verksamhet – vilket stundtals även omfattar utländsk finansiering". I rapporten beskrivs att de våldsbejakande miljöerna  i allt större utsträckning använder sig av demokratiska medel och att salafistiska- och salafist-jihadistiska individer har börjat söka sig in i myndigheter och kommuner för att påverka inifrån. Miljöernas exploatering av förenings- och organisationsverksamhet beskrivs som ett stort problem, där sådan verksamhet både används för att tillskansa sig offentliga bidrag och för att utöva påverkan.

## Islamiska jihad
Muslimska brödraskapet övergav i en överenskommelse med president Sadat på 1970-talet våld som en metod att uppnå sina mål. Sadat anklagade senare i ett tal till det egyptiska parlamentet brödraskapet för att förråda överenskommelsen och att utöva taqiyyah (dubbla budskap). Andra radikala islamistiska rörelser fortsatte den militanta kampen. Den viktigaste av dessa var Islamiska jihad.

## Salafism och wahhabism
Salafism är en gren av sunniislamisk fundamentalism som har många likheter med wahhabismen, den religiösa/politiska ideologi som är förhärskande i Saudiarabien. Man kan i stort indela salafisterna i dels konservativa wahhabiter som gynnas av den saudiska regimen, dels salafistjihadister som drivs av en militant radikalism och anser sig ha rätt att utropa heligt krig mot alla otrogna, dit även oliktänkande muslimer räknas. Deras mål är en global islamisk stat, ett nytt kalifat. Den militanta radikalismen följer islams påbud i Koranen (9:29) att föra ett heligt krig mot judar och kristna för att utbreda islams styre.